# Gitana 11 (ex Belgacom 2)
Pour les articles homonymes, voir Gitana.
Gitana 11 (ex-Belgacom 2) est un trimaran destiné à la course au large qui a été conçu par Van Peteghem Lauriot-Prévost (VPLP) et mis à l'eau en 2001. Initialement d'une longueur de 60 pieds (classe ORMA), il est rallongé à 77 pieds en 2009 pour courir la Route du Rhum 2010 avec Yann Guichard. Depuis 2015, il porte le nom d'Ultim'Émotion.

## Historique
Skippé par Lionel Lemonchois, il remporte l'édition 2006 de la Route du Rhum en un temps record.
Il sera aussi skippé par Loïck Peyron entre le Grand Prix de Marseille 2006 et la Route du Rhum 2006, Fredéric Le Peutrec entre 2004 et 2006.
Après la saison 2006, le baron Benjamin de Rothschild a décidé de confier la barre à Loïck Peyron pour les Grands Prix, Frédéric Le Peutrec officiant sur le bateau en qualité de tacticien. Cette association ne durera qu'un Grand Prix, Yann Guichard remplaçant l'ancien skipper du bateau pour le Grand Prix de Portimao. La barre est confiée au premier skipper de Gitana X, Lionel Lemonchois, pour la Route du Rhum, course qu'il remportera haut la main.
Fin 2008, Lionel Lemonchois quitte le Gitana Team. Le Team Gitana a décidé d'offrir une seconde jeunesse à Gitana 11 pour la prochaine Route du Rhum en 2010. En effet, la classe des 60 pieds Orma étant exsangue, l'écurie de course au large du baron Benjamin de Rothschild est en train de faire rallonger le lauréat de la Route du Rhum 2006 pour en faire un trimaran de 77 pieds, plus à même de concurrencer des bateaux comme le Sodeb'O de Thomas Coville ou encore l’Idec de Francis Joyon. Les nouvelles lignes du bateau ont été dévoilées dans le courant de l'année 2009. Sa barre a été confiée à Yann Guichard, puis à Sébastien Josse en 2010, en vue de sa participation au circuit MOD70.
Gitana 11 est vendu en avril 2014 à la société nîmoise Grand Large Émotion dans le but d'en faire un charter de course. Pour l'année 2015, cinq courses sont programmées, dont la Fastnet Race ou les Voiles de Saint-Tropez.
En 2019, le trimaran subit un chavirage lors d'un convoyage de Lorient à Sète. Les avaries sont mineures, la structure du bateau est indemne et il est remorqué jusqu'à Lisbonne. L'armateur le met en vente en 2020.
En février 2024, il entre dans le port de Saint-Malo après un convoyage tracté par une vedette. Son nouveau propriétaire, Julien Reemers, indique vouloir le restaurer dans son chantier naval. 

## Palmarès du bateau
- 2010 :
  - 4e :  Route du Rhum (Yann Guichard)

- 2007 : 
  - 2e de la Transat Jacques Vabre (Lionel Lemonchois et Yann Guichard)[7]
- 2006 :
  - 1er : Route du Rhum
  - 2e : Grand Prix de Fécamp
  - 2e : Grand Prix de Portimao
  - 3e : Grand Prix de Trapani
  - 3e : Grand Prix de Marseille
  - 3e : Trophée des Alpes Maritimes
- 2005 :
  - 3e : l'IB Group Challenge
  - 2e : Transat Jacques Vabre (Fréderic Le Peutrec et Yann Guichard en 14 jours, 4 heures, 50 minutes et 15 secondes)[8]
- 2004 : 
  - 1er : Grand Prix de Corse
  - 3e : Grand Prix du Port de Fécamp
  - 3e : Grand Prix de Marseille Métropole
  - 5e : Grand Prix de La Trinité-sur-Mer
  - 9e : The Transat 2004
  - Abandon : Québec - Saint Malo 2004
- 2003 :
  - 2e : Transat Jacques Vabre (Jean-Luc Nélias et Loïck Peyron) en 12 jours, 22 minutes et 42 secondes (le trimaran portait encore le nom de Belgacom)[9]

## Caractéristiques techniques
- Constructeurs : CDK-SAM C3-Gepeto-Eluère.
- Tirant d'air : 30,48 m.
- Structure : Sandwich Nomex/Carbone.

## Galerie

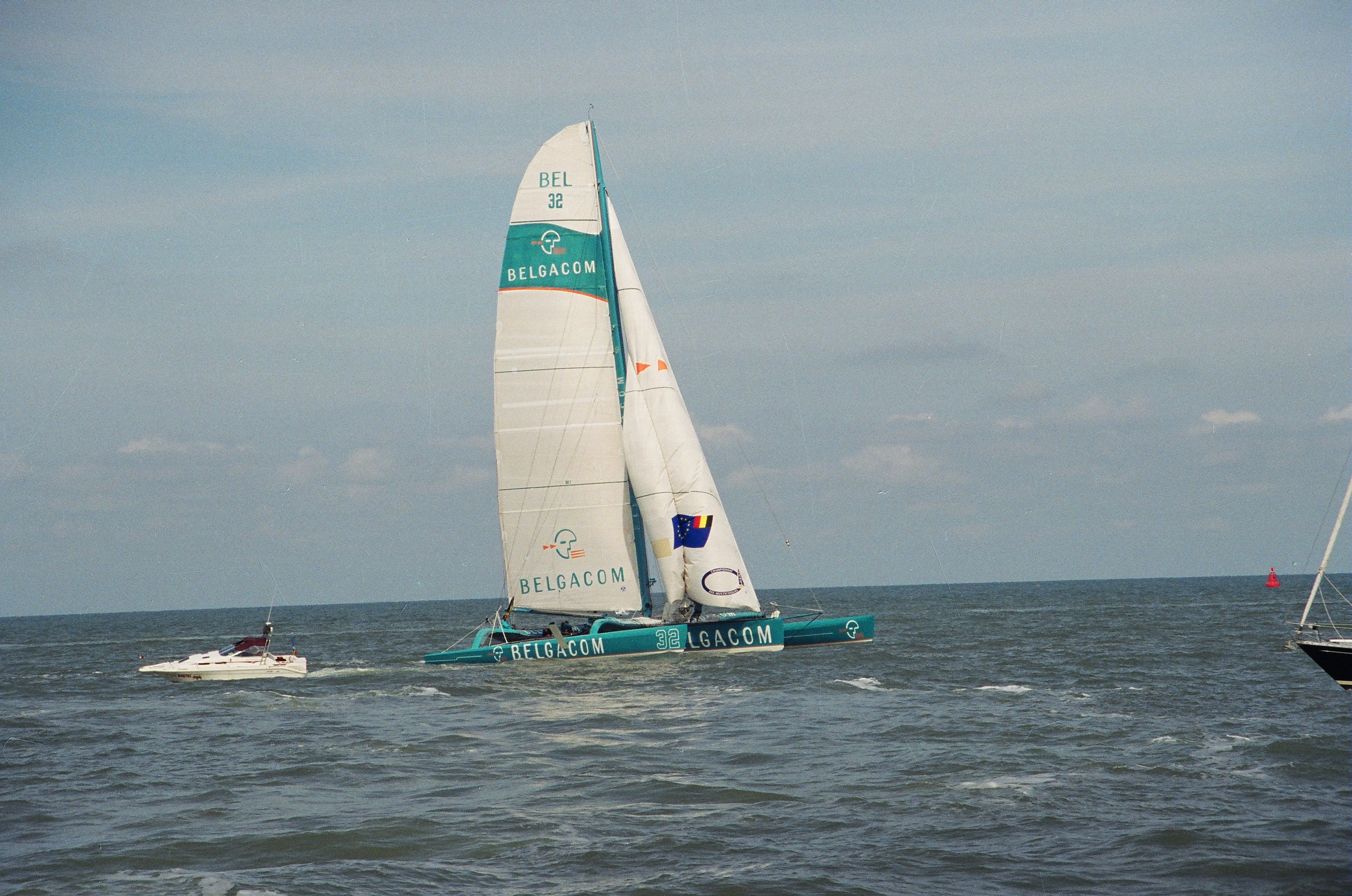
Belgacom en 2003
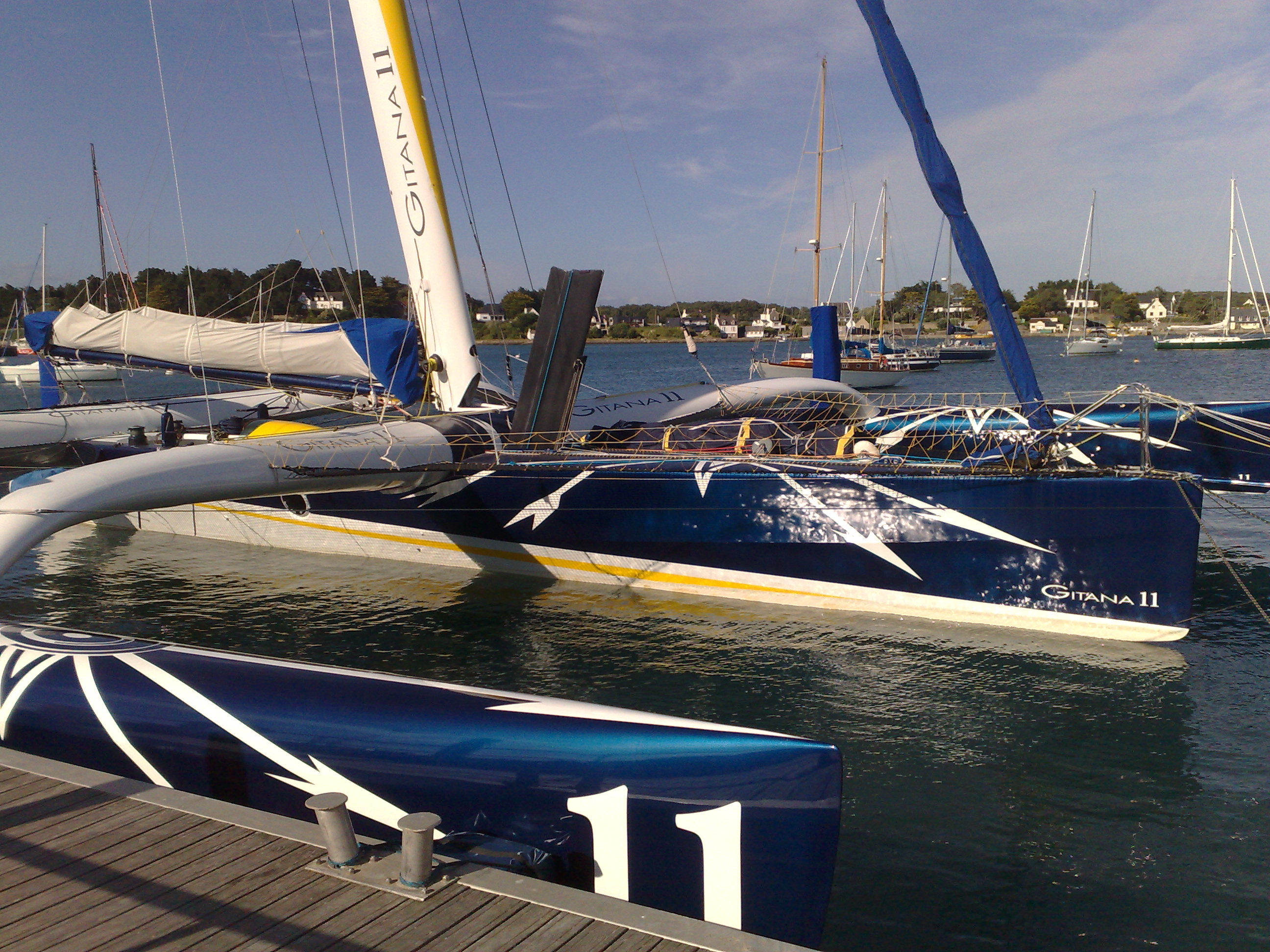
Gitana 11 en 2008 (version 60 pieds)
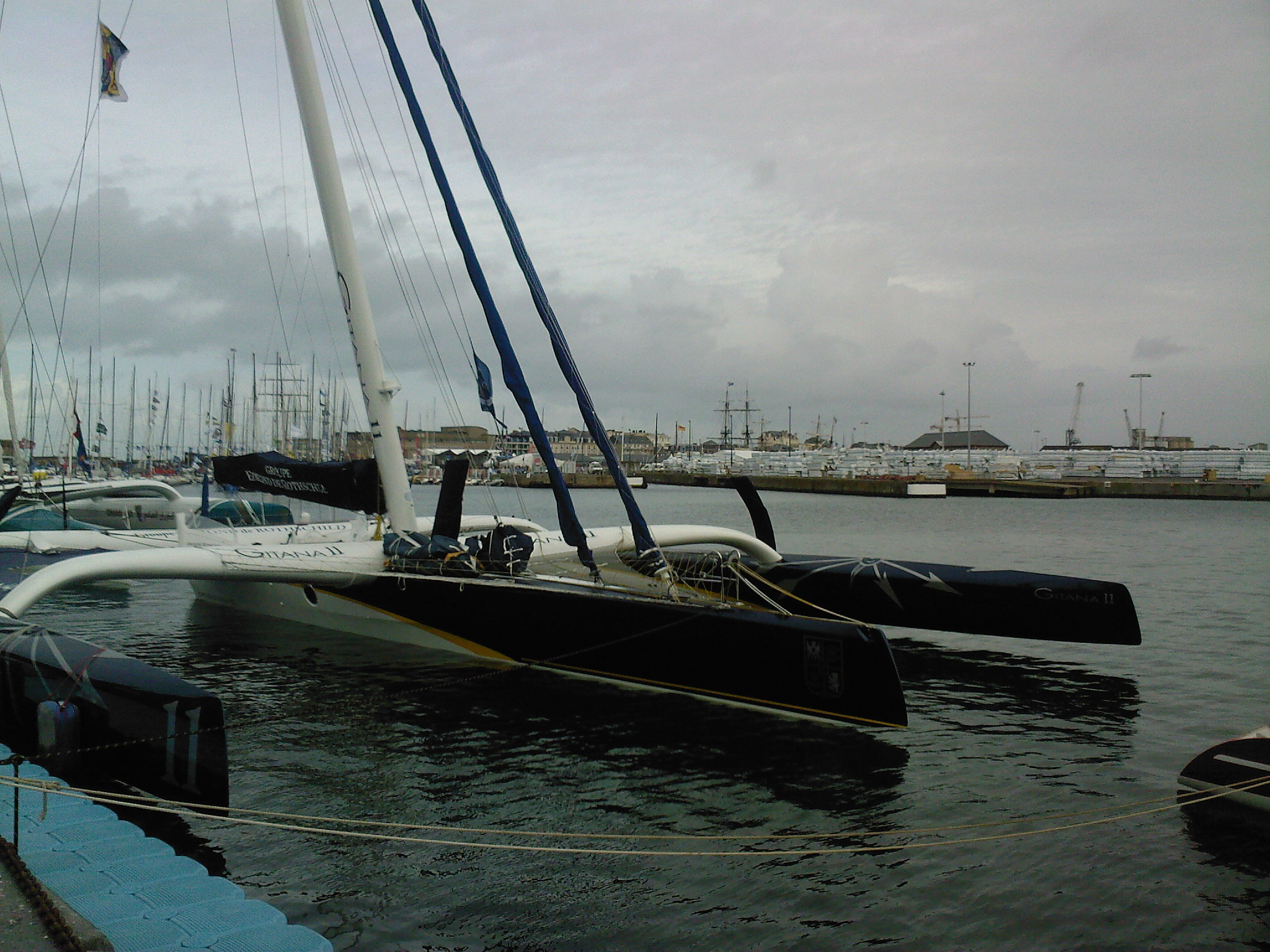
Gitana 11 en 2010 (version 77 pieds)